# Stanstead
Stanstead es una ciudad de la provincia de Quebec, Canadá. Está ubicada en el municipio regional de condado de Memphrémagog y a su vez, en la región administrativa de Estrie. Hace parte de las circunscripciones electorales de Orford a nivel provincial y de Compton−Stanstead a nivel federal.

## Geografía
Stanstead se encuentra ubicada en las coordenadas 45°01′00″N 72°06′00″O / 45.01667, -72.10000. Según Statistics Canada, tiene una superficie total de 22,72 km² y es una de las 1135 municipalidades en las que está dividido administrativamente el territorio de la provincia de Quebec.

## Demografía
Según el censo de Canadá de 2011, había 2857 personas residiendo en esta ciudad con una densidad de población de 125,8 hab./km². Los datos del censo mostraron que de las 2957 personas censadas en 2006, en 2011 hubo una disminución poblacional de 100 habitantes (-3,4%). El número total de inmuebles particulares resultó de 1361 con una densidad de 59,90 inmuebles por km². El número total de viviendas particulares que se encontraban ocupadas por residentes habituales fue de 1269.